# Qaskeleng (Fluss)
Der Qaskeleng (kasachisch Қаскелең) ist ein Zufluss des Qapschaghai-Stausees im kasachischen Gebiet Almaty.
Der Qaskeleng entspringt am Nordhang des Hauptkamms des Transili-Alatau. Von dort fließt er in einem Gebirgstal in nördlicher Richtung. Bei der Stadt Qaskeleng erreicht er die Ebene nördlich der Gebirgskette. Im Gebirge fließen ihm die Flüsse Jemegen, Qassymbek und Köpsai zu. Nördlich der Stadt Qaskeleng fließt der Fluss weiter in nördlicher, später in nordnordöstlicher Richtung. Dabei nimmt er weitere Flüsse, hauptsächlich von rechts, auf: Schamalghan, Aqsai, Kökösök und Ülken Almaty. Kurz vor seiner Mündung am westlichen Südufer des Qapschaghai-Stausees trifft die Kischi Almaty von rechts auf den Fluss. Der Qaskeleng hat eine Länge von 177 km. Er entwässert ein Areal von 3620 km². Der mittlere Abfluss beträgt 15,2 m³/s.